# Bruno Boyer
Pour les articles homonymes, voir Boyer.
Bruno Boyer, né le 13 mai 1964 à Valence et mort le 23 mai 2022 à Voiron, est un kayakiste français de descente.

## Biographie
Bruno Boyer est formé au club de Valence puis de Marseille Mazargues. International français en descente, il dispute les Championnats du monde de Savage en 1989 et les Championnats du monde de Bovec en 1991 ; lors de ces derniers Championnats, il remporte la médaille de bronze en K1 par équipe avec Yves Masson et Philippe Graille.
Il est ensuite entraîneur national puis directeur de l'équipe de France de descente, avant de rejoindre la Direction régionale sport et jeunesse de Lyon puis la Maison régionale de la performance à Voiron en 2021.
Il meurt le 23 mai 2022 à Voiron mais sa mort n'est confirmée qu'en juillet 2022.